# 王雅安
王雅安（1949年10月—），男，汉族，山西垣曲人，中华人民共和国政治人物。

## 生平
1973年7月加入中国共产党，历任吕梁报社编辑，中共山西省委党校副处长、怀仁县委副书记，省委党校处长、党校机关党委副书记，山西省农业办公室秘书处长。1993年，担任山西省民政厅副厅长。1999年，任中共晋中地委副书记；2000年，任中共晋中市委副书记、市长；2004年，任晋中市委书记；2006年，改任中共朔州市委书记。